# L'últim soldat

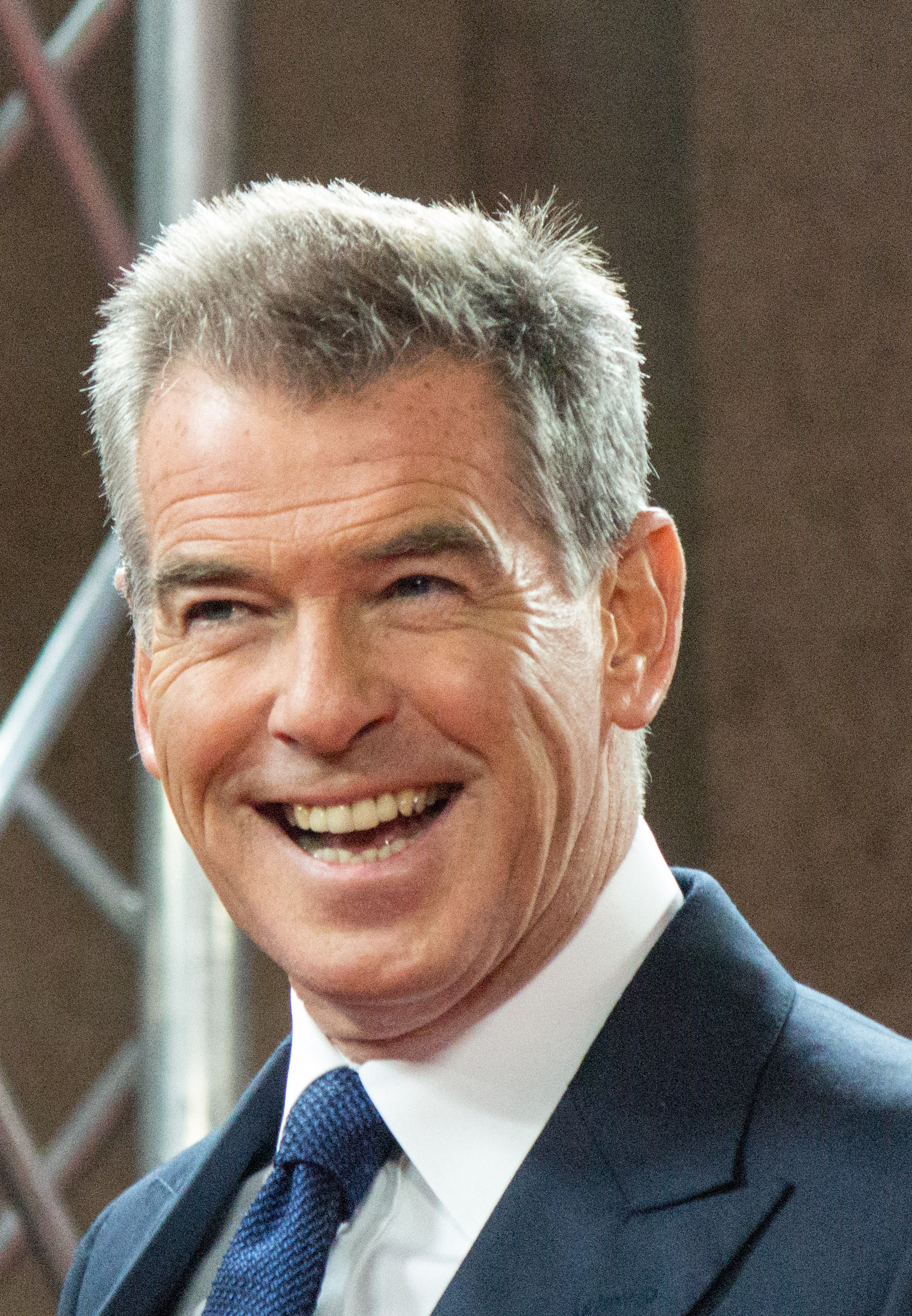
Pierce Brosnan, a la Berlinale de 2014.

L'últim soldat (títol original en anglès, The Last Rifleman) és un llargmetratge de 2023 escrit per Kevin Fitzpatrick, basat en fets reals i dirigit per Terry Loane que compta amb Pierce Brosnan. Segueix Artie Crawford (Brosnan), un veterà de la Segona Guerra Mundial d'Irlanda del Nord que, en el 75è aniversari del desembarcament de Normandia, decideix escapar en secret de la seva llar de cura i s'embarca en un viatge ardu però inspirador per Irlanda i per França, per presentar el seu darrer homenatge al seu millor amic i trobar el coratge per enfrontar-se als fantasmes del seu passat. La pel·lícula es basa lliurement en la història real del veterà del dia D Bernard Jordan. Una altra pel·lícula basada en la història de Jordan, The Great Escaper protagonitzada per Michael Caine, s'havia estrenat unes setmanes abans. S'ha doblat i subtitulat al català.

## Repartiment
- Pierce Brosnan com a Artie Crawford
- Clémence Poésy com a Juliette Bellamy
- Jürgen Prochnow com a Friedrich Mueller
- John Amos[5] com a Lincoln Jefferson Adams
- Desmond Eastwood[6] com a Tony McCann
- Claire Rafferty[6] com a Vicky Tedjury
- Ian McElhinney com a Tom Malcolmson

## Producció
El setembre de 2020, es va anunciar que Brosnan protagonitzaria la pel·lícula. El novembre de 2020, es va anunciar que Louis Gossett, Jr. i Jürgen Prochnow s'havien afegit al repartiment.
El rodatge principal va acabar l'agost de 2022 a Belfast després de sis setmanes de rodatge.

## Estrena
La pel·lícula no va tenir una estrena en cinemes al Regne Unit; en canvi, es va estrenar a Sky Cinema el 5 de novembre de 2023.